# Província d'Ichilo

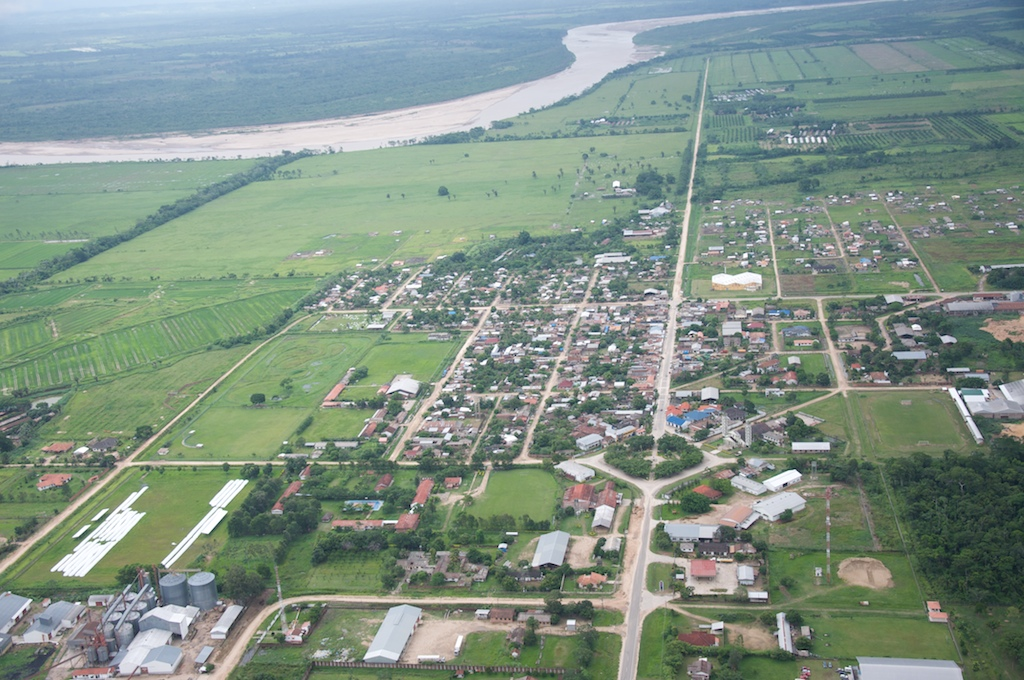
Vista aèria de San Juan de Yapacani

La província d'Ichilo és una de les 15 províncies del Departament de Santa Cruz a Bolívia. Està dividida administrativament en quatre municipis: Buena Vista (la capital), San Carlos, Santa Fe de Yapacaní i San Juan de Yapacaní.
La província va ser creada el 1926, durant la presidència d'Hernando Siles Reyes, i rep el nom del riu que recorre aquest territori.